# پرویز فرهنگ بیگوند
پرویز فرهنگ بیگوند سیاست‌مدار ایرانی بود، که در دوره بیست و چهارم مجلس شورای ملی به عنوان نماینده سنقر کلیایی از استان کرمانشاه در مجلس شورای ملی حضور داشت.